# Осіння соната
«Осіння соната» — стрічка 1978 року шведського режисера Інгмара Бергмана з Інгрід Бергман і Лів Ульман у головних ролях. На 23 серпня 2021 року фільм займав 212-у позицію у списку 250 кращих фільмів за версією IMDb.

## Сюжет
Дружина сільського пастора Ева запрошує до себе свою матір Шарлотту, з якою вона тривалий час не бачилась. Шарлотта — успішна піаністка на відміну від доньки, яка бачить своє покликання — бути господаркою, дружиною, матір'ю, сестрою, хоча життя у неї не складається легко. Рани після трагічної загибелі маленького сина не заживають й досі, чоловіка Ева не кохає по-справжньому та й мати не сповнена ніжності до доньки, сестра Хелена паралізована й розібрати її мовлення вдається тільки Еві. Присутність хворої шокує Шарлотту після приїзду, але вона все ж вирішує подарувати їй годинник.
Уночі мати прокидається від кошмарного сну: їй наснилося, що її душить Ева. Жінка встає та бачить у вітальні Еву, яка також не спить. Після тривалого з'ясування відносин, Хелена сповзає з ліжка та кличе маму.
Вранці Шарлотта покидає будинок. Ева йде на могилу сина, а чоловік намагається заспокоїти хвору сестру. Шарлотта звертається по допомогу до друга, щоб той забрав її з вокзалу. У розмові з ним вона виказує свою нелюбов до дітей. Тим часом Ева пише лист матері, у якому залишає відкритою можливість возз'єднання з нею.

## У ролях
| Актор              | Роль               |
| ------------------ | ------------------ |
| Інгрід Бергман     | Шарлотта Андергаст |
| Лів Ульман         | Ева                |
| Лєна Нюман         | Гелена             |
| Ерланд Йозефсон    | Йозеф              |
| Халвар Бйорк       | Віктор             |
| Маріанна Амінофф   | секретар Шарлотти  |
| Арне Банг-Хансен   | дядько Отти        |
| Гуннар Б'єрнстранд | Поль               |
| Мімі Поллак        | вчителька          |
| Георг Леккеберг    | Леонардо           |
| Лінн Ульман        | Ева в дитинстві    |

## Створення фільму

### Виробництво
Зйомки фільму проходили в Норвегії.

### Знімальна група
- Кінорежисер — Інгмар Бергман
- Сценарист — Інгмар Бергман
- Кінооператор — Свен Нюквіст
- Кіномонтаж — Сілвія Інгемарссон
- Художник-постановник — Анна Асп
- Художник з костюмів — Інгер Перссон[3].

## Сприйняття

### Критика
Фільм отримав схвальні відгуки. На сайті Rotten Tomatoes оцінка стрічки становить 91 % на основі 22 відгуки від критиків (середня оцінка 8,5/10) і 92 % від глядачів із середньою оцінкою 4,2/5 (7 175 голосів). Фільму зарахований «стиглий помідор» від кінокритиків та «попкорн» від глядачів, Internet Movie Database — 8,3/10 (17 956 голосів).

### Номінації та нагороди
| Нагороди та номінації фільму «Осіння соната» | Нагороди та номінації фільму «Осіння соната» | Нагороди та номінації фільму «Осіння соната» | Нагороди та номінації фільму «Осіння соната» | Нагороди та номінації фільму «Осіння соната» | Нагороди та номінації фільму «Осіння соната» |
| Рік                                          | Кінофестиваль/кінопремія                     | Категорія/нагорода                           | Номінант                                     | Результат                                    |                                              |
| -------------------------------------------- | -------------------------------------------- | -------------------------------------------- | -------------------------------------------- | -------------------------------------------- | -------------------------------------------- |
| 1978                                         | Асоціація кінокритиків Лос-Анджелеса         | Найкраща акторка                             | Інгрід Бергман                               | Номінація                                    |                                              |
| 1978                                         | Асоціація кінокритиків Лос-Анджелеса         | Найкращий фільм іноземною мовою              | Інгмар Бергман                               | Номінація                                    |                                              |
| 1978                                         | Національна рада кінокритиків США            | Найкращий режисер                            | Інгмар Бергман                               | Перемога                                     |                                              |
| 1978                                         | Національна рада кінокритиків США            | Найкраща акторка                             | Інгрід Бергман                               | Перемога                                     |                                              |
| 1978                                         | Національна рада кінокритиків США            | Найкращий фільм іноземною мовою              | «Осіння соната»                              | Перемога                                     |                                              |
| 1978                                         | Національна рада кінокритиків США            | Топ-5 найкращих фільмів іноземною мовою      | «Осіння соната»                              | Перемога                                     |                                              |
| 1978                                         | Спільнота кінокритиків Нью-Йорка             | Найкраща акторка                             | Інгрід Бергман                               | Перемога                                     |                                              |
| 1978                                         | Спільнота кінокритиків Нью-Йорка             | Найкращий режисер                            | Інгмар Бергман                               | Номінація                                    |                                              |
| 1978                                         | Спільнота кінокритиків Нью-Йорка             | Найкращий фільм іноземною мовою              | «Осіння соната»                              | Номінація                                    |                                              |
| 1979                                         | «Оскар»                                      | Найкраща жіноча роль                         | Інгрід Бергман                               | Номінація                                    |                                              |
| 1979                                         | «Оскар»                                      | Найкращий оригінальний сценарій              | Інгмар Бергман                               | Номінація                                    |                                              |
| 1979                                         | «Золотий глобус»                             | Найкращий фільм іноземною мовою              | Інгмар Бергман                               | Перемога                                     |                                              |
| 1979                                         | «Золотий глобус»                             | Найкраща жіноча роль (драма)                 | Інгрід Бергман                               | Номінація                                    |                                              |
| 1979                                         | « Боділ»                                     | Найкращий європейський фільм                 | Інгмар Бергман                               | Перемога                                     |                                              |
| 1979                                         | «Сезар»                                      | Найкращий фільм іноземною мовою              | Інгмар Бергман                               | Номінація                                    |                                              |
| 1979                                         | «Давид ді Донателло»                         | Найкраща іноземна акторка                    | Інгрід Бергман, Лів Ульман                   | Перемога                                     |                                              |
| 1979                                         | «Срібна стрічка»                             | Найкращий іноземний режисер                  | Інгмар Бергман                               | Перемога                                     |                                              |
| 1979                                         | Національна спілка кінокритиків США          | Найкраща акторка                             | Інгрід Бергман                               | Перемога                                     |                                              |